# Kolbenheyer Tibor
Kolbenheyer Tibor (Rimaszombat, 1917. szeptember 12. – Kassa, 1993. március 9.) szlovákiai magyar geofizikus, asztrofizikus, a Magyar Tudományos Akadémia tiszteleti (1979) tagja. Munkásságával jelentősen hozzájárult a korszerű, intézményes keretek között folyó szlovákiai geofizikai kutatások megteremtéséhez.

## Életútja
Középiskoláit Losoncon végezte el. 1935-től 1938-ig a prágai Károly Egyetemen, majd 1938-tól a budapesti Pázmány Péter Tudományegyetemen tanult fizikát, csillagászatot és matematikát. Tanulmányait 1940-ben fejezte be, doktori oklevelét 1941-ben szerezte meg. 1941-től 1942-ig, majd 1944-től 1947-ig a Svábhegyi Csillagvizsgáló munkatársa volt, ezzel párhuzamosan, 1942 és 1945 között a Magyar–Amerikai Olajipari Rt. (MAORT) gravitációs méréseket végző kaposvári csoportjában tevékenykedett geofizikusként. 1947-ben visszatért hazájába, Csehszlovákiába, s 1951-ig a Szlovák Földtani Intézetben dolgozott, majd 1951–1952-ben az Érckutató Intézet munkatársa volt. 1952-től geofizikai előadásokat tartott a Comenius Egyetemen, valamint részt vett a Kassai Műszaki Egyetem alapítása körüli szervezőmunkában. Az 1953/1954-es tanévben a műegyetem dékáni, 1955-től 1963-ig rektori tisztét töltötte be. Ezzel párhuzamosan 1953-ban Pozsonyban megalapította a Szlovák Tudományos Akadémia Geofizikai Kutatóintézetét, amelynek munkáját 1962-ig igazgatóként irányította. 1966-tól a szintén kassai Pavol Jozef Šafárik Egyetem elméleti fizikai és geofizikai tanszékének professzora volt, 1969–1972 között pedig a tanintézet dékáni feladatait is ellátta.

## Munkássága
Tudományos pályafutása elején az asztrofizika vonzotta, doktori disszertációját a galaktikus csillaghalmazok egyensúlyi állapotáról írta, emellett a kisbolygók és üstökösök dinamikájával foglalkozott. Az 1940-es évek végétől kutatásai kizárólag geofizikai kérdésekre irányultak, főként a gravitációs anomáliákat vizsgálta és kiterjedt graviméteres kutatásokat végzett Dél-Szlovákiában. Gravitációs kutatásait geoelektromos vizsgálati módszerekkel ötvözve sikerrel kutatott fel a föld mélyében rejlő, hasznosítható nyersanyagkészleteket, egyebek mellett a nevéhez fűződik a patakalji magnezittelep feltárása is. Elméleti munkássága, a két- és háromdimenziós mágneses terek viselkedésére, dinamikájára vonatkozó számításai szintén jelentősek.

## Társasági tagságai és elismerései
Tudományos érdemei elismeréseként előbb 1956-ban a Szlovák (SZTA), majd 1960-ban a Csehszlovák Tudományos Akadémia (CSTA) levelező tagja lett. Mindkét társaság rendes tagjai közé választotta 1972-ben, emellett 1966 után az SZTA, 1972 és 1977 között a CSTA elnökségi tagja is volt. 1979-ben a Magyar Tudományos Akadémia, 1984-ben a Szlovák Matematikusok és Fizikusok Szövetsége (Jednota slovenských matematikov a fyzikov) választotta tiszteleti tagjai közé.
Hazájában 1954-ben Klement Gottwald Állami Díjat, 1962-ben Munkaérdemrendet kapott.

## Emlékezete
- Nevét viseli az 546235 Kolbenheyer kisbolygó.[1]

## Főbb művei
- A galaktikai csillagfelhők és halmazok egyensúlyáról. Budapest, Stephaneum ny., 1941, 50 p.
- Az üstökösökről. in: Csillagászati Lapok 1942
- A tejútrendszer dinamikája. in: Csillagászati Lapok 1942